# The Best FIFA Football Awards 2022
I The Best FIFA Football Awards 2022 si sono svolti il 27 febbraio 2023 a Parigi.

## Premi

### The Best FIFA Men's Player
| Posizione       | Nome               | Club                                | Nazionalità | Punti |
| --------------- | ------------------ | ----------------------------------- | ----------- | ----- |
| 1               | Lionel Messi       | Paris Saint-Germain                 | Argentina   | 52    |
| 2               | Kylian Mbappé      | Paris Saint-Germain                 | Francia     | 44    |
| 3               | Karim Benzema      | Real Madrid                         | Francia     | 34    |
| Altri candidati |                    |                                     |             |       |
| 4               | Luka Modrić        | Real Madrid                         | Croazia     | 28    |
| 5               | Erling Haaland     | Borussia Dortmund / Manchester City | Norvegia    | 24    |
| 6               | Sadio Mané         | Liverpool / Bayern Monaco           | Senegal     | 19    |
| 7               | Julián Álvarez     | River Plate / Manchester City       | Argentina   | 17    |
| 8               | Achraf Hakimi      | Paris Saint-Germain                 | Marocco     | 15    |
| 9               | Neymar             | Paris Saint-Germain                 | Brasile     | 13    |
| 10              | Kevin De Bruyne    | Manchester City                     | Belgio      | 10    |
| 11              | Vinícius Júnior    | Real Madrid                         | Brasile     | 10    |
| 12              | Robert Lewandowski | Bayern Monaco / Barcellona          | Polonia     | 7     |
| 13              | Jude Bellingham    | Borussia Dortmund                   | Inghilterra | 3     |
| 14              | Mohamed Salah      | Liverpool                           | Egitto      | 2     |

### The Best FIFA Goalkeeper
| Posizione       | Nome              | Club            | Nazionalità | Punti |
| --------------- | ----------------- | --------------- | ----------- | ----- |
| 1               | Emiliano Martínez | Aston Villa     | Argentina   | 26    |
| 2               | Thibaut Courtois  | Real Madrid     | Belgio      | 20    |
| 3               | Yassine Bounou    | Siviglia        | Marocco     | 14    |
| Altri candidati |                   |                 |             |       |
| 4               | Alisson           | Liverpool       | Brasile     | 8     |
| 5               | Ederson           | Manchester City | Brasile     | 4     |

### The Best FIFA Men's Coach
| Posizione       | Nome             | Squadra                    | Punti |
| --------------- | ---------------- | -------------------------- | ----- |
| 1               | Lionel Scaloni   | Argentina                  | 28    |
| 2               | Carlo Ancelotti  | Real Madrid                | 17    |
| 3               | Josep Guardiola  | Manchester City            | 12    |
| Altri candidati |                  |                            |       |
| 4               | Walid Regragui   | Wydad Casablanca / Marocco | 10    |
| 5               | Didier Deschamps | Francia                    | 5     |

### The Best FIFA Women's Player
| Posizione       | Nome             | Club                           | Nazionalità | Punti |
| --------------- | ---------------- | ------------------------------ | ----------- | ----- |
| 1               | Alexia Putellas  | Barcellona                     | Spagna      | 50    |
| 2               | Alex Morgan      | Orlando Pride / San Diego Wave | Stati Uniti | 37    |
| 3               | Bethany Mead     | Arsenal                        | Inghilterra | 37    |
| Altre candidate |                  |                                |             |       |
| 4               | Samantha Kerr    | Chelsea                        | Australia   | 34    |
| 5               | Aitana Bonmatí   | Barcellona                     | Spagna      | 29    |
| 6               | Débinha          | N. Carolina Courage            | Brasile     | 25    |
| 7               | Alexandra Popp   | Wolfsburg                      | Germania    | 17    |
| 8               | Leah Williamson  | Arsenal                        | Inghilterra | 17    |
| 9               | Ada Hegerberg    | Olympique Lione                | Norvegia    | 13    |
| 10              | Wendie Renard    | Olympique Lione                | Francia     | 9     |
| 11              | Lena Oberdorf    | Wolfsburg                      | Germania    | 4     |
| 12              | Vivianne Miedema | Arsenal                        | Paesi Bassi | 2     |
| 13              | Keira Walsh      | Manchester City / Barcellona   | Inghilterra | 0     |
| 14              | Jessie Fleming   | Chelsea                        | Canada      | 0     |

### The Best FIFA Women's Goalkeeper
| Posizione       | Nome              | Club                              | Nazionalità | Punti |
| --------------- | ----------------- | --------------------------------- | ----------- | ----- |
| 1               | Mary Earps        | Manchester United                 | Inghilterra | 26    |
| 2               | Christiane Endler | Olympique Lione                   | Cile        | 22    |
| 3               | Ann-Katrin Berger | Chelsea                           | Germania    | 10    |
| Altre candidate |                   |                                   |             |       |
| 4               | Sandra Paños      | Barcellona                        | Spagna      | 7     |
| 5               | Merle Frohms      | Eintracht Francoforte / Wolfsburg | Germania    | 5     |
| 5               | Alyssa Naeher     | Chicago Stars                     | Stati Uniti | 3     |

### The Best FIFA Women's Coach
| Posizione       | Nome                     | Squadra         | Punti       |
| I finalisti     | I finalisti              | I finalisti     | I finalisti |
| --------------- | ------------------------ | --------------- | ----------- |
| 1               | Sarina Wiegman           | Inghilterra     | 28          |
| 2               | Sonia Bompastor          | Olympique Lione | 18          |
| 3               | Pia Sundhage             | Brasile         | 10          |
| Altri candidati |                          |                 |             |
| 4               | Emma Hayes               | Chelsea         | 10          |
| 5               | Martina Voss-Tecklenburg | Germania        | 6           |
| 6               | Bev Priestman            | Canada          | 0           |

### FIFA Fair Play Award
| Giocatore        | Motivazione |
| ---------------- | --- |
| Luka Lochoshvili | Per aver soccorso il centrocampista avversario Georg Teigl, che aveva perso conoscenza dopo uno scontro di gioco con un avversario, salvandogli la vita. |

### FIFA Puskás Award
| Posizione | Giocatore     | Incontro                  | Competizione                            | Data             | Punti |
| --------- | ------------- | ------------------------- | --------------------------------------- | ---------------- | ----- |
| 1         | Marcin Oleksy | Warta Poznań-Stal Rzeszów | PZU Amp Futbol Ekstraklasa 2022         | 6 novembre 2022  | 21    |
| 2         | Dimitri Payet | Olympique Marsiglia-PAOK  | UEFA Europa Conference League 2021-2022 | 7 aprile 2022    | 20    |
| 3         | Richarlison   | Brasile-Serbia            | Campionato mondiale di calcio 2022      | 24 novembre 2022 | 17    |

### FIFA Fan Award
| Posizione | Tifosi                | Incontro | Competizione                       | Data  | Voti    |
| --------- | --------------------- | -------- | ---------------------------------- | ----- | ------- |
| 1         | Tifosi dell'Argentina | -        | Campionato mondiale di calcio 2022 | Varie | 656,253 |
| 2         | Tifosi del Giappone   | -        | Campionato mondiale di calcio 2022 | Varie | 526,887 |
| 3         | Abdullah Al Salmi     | -        | Campionato mondiale di calcio 2022 | Varie | 383,643 |

### The Best FIFA Special Award
| Giocatore | Motivazione                                                  |
| --------- | ------------------------------------------------------------ |
| Pelé      | Consegnato postumo come tributo per il suo ruolo nel calcio. |

### FIFA FIFPro World11

#### FIFA FIFPro Men's World11
| Nome             | Club di appartenenza                |
| Portiere         | Portiere                            |
| ---------------- | ----------------------------------- |
| Thibaut Courtois | Real Madrid                         |
| Difensori        |                                     |
| Achraf Hakimi    | Paris Saint-Germain                 |
| Virgil van Dijk  | Liverpool                           |
| João Cancelo     | Manchester City                     |
| Centrocampisti   |                                     |
| Kevin De Bruyne  | Manchester City                     |
| Casemiro         | Real Madrid / Manchester Utd        |
| Luka Modrić      | Real Madrid                         |
| Attaccanti       |                                     |
| Karim Benzema    | Real Madrid                         |
| Erling Haaland   | Borussia Dortmund / Manchester City |
| Kylian Mbappé    | Paris Saint-Germain                 |
| Lionel Messi     | Paris Saint-Germain                 |

#### FIFA FIFPro Women's World11
| Nome              | Club di appartenenza           |
| Portiere          | Portiere                       |
| ----------------- | ------------------------------ |
| Christiane Endler | Olympique Lione                |
| Difensori         |                                |
| Lucy Bronze       | Manchester City / Barcellona   |
| Mapi León         | Barcellona                     |
| Wendie Renard     | Olympique Lione                |
| Leah Williamson   | Arsenal                        |
| Centrocampisti    |                                |
| Lena Oberdorf     | Wolfsburg                      |
| Alexia Putellas   | Barcellona                     |
| Keira Walsh       | Manchester City / Barcellona   |
| Attaccanti        |                                |
| Samantha Kerr     | Chelsea                        |
| Bethany Mead      | Arsenal                        |
| Alex Morgan       | Orlando Pride / San Diego Wave |